# Замойский, Здислав Ян
Здислав Ян Замойский (после 1591 — 1670) — государственный деятель Речи Посполитой, подстолий львовский (1646) и каштелян черниговский (1656).

## Биография
Представитель польского дворянского рода Замойских герба «Елита». Второй сын стражника великого коронного Яна Замойского (ум. 1619) и Анны Константиновны Вишневецкой. Братья — епископ луцкий Ян Замойский, Мориц Замойский и Александр Замойский.
Был женат на Анне Софии Лянцкоронской, дочери хорунжего львовского Николая Лянцкоронского и Анны Станиславской. Дети:
- Марианна Замойская (ум. 1668), жена каштеляна краковского и гетмана великого коронного, князя Дмитрия Ежи Вишневецкого (1631—1682)
- Николай Замойский (ум. 1649)
- Ефросинья Замойская, жена судьи пшемысльской земли Станислава Синицкого
- Марцин Замойский (ок. 1637—1689), воевода любельский и подскарбий великий коронный
- Ян Казимир Замойский (ум. 1692), каштелян галицкий и воевода белзский.